# Guatemaltekisch-haitianische Beziehungen
Die Guatemaltekisch-haitianischen Beziehungen beschreiben das bilaterale Verhältnis zwischen der Republik Guatemala einerseits und der Republik Haiti andererseits.
Beide Länder sind Mitglieder der Vereinten Nationen, der Organisation Amerikanischer Staaten und der 2011 gegründeten Gemeinschaft der Lateinamerikanischen und Karibischen Staaten (CELAC).

## Geschichte und Stand
Haiti erlangte die Unabhängigkeit von der früheren Kolonialmacht Frankreich bereits im Jahr 1804, während Guatemala bis zum Jahr 1840 Teil der Zentralamerikanischen Konföderation früherer Kolonien Spaniens war und dann staatlich unabhängig wurde.
Beide Länder unterhalten diplomatische Beziehungen. Guatemala hat einen Honorarkonsul in Haiti bestellt, der in der Route de Delmas, Port-au-Prince, ansässig ist. Für die diplomatischen Beziehungen ist als übergeordnete Auslandsvertretung die Botschaft Guatemalas in Santo Domingo, Dominikanische Republik, zuständig. Ein Honorarkonsul Haitis ist in Guatemala-Stadt bestellt und ansässig, während die Botschaft Haitis in Mexiko-Stadt übergeordnet für die diplomatischen Beziehungen zuständig ist.
Haitianische Staatsangehörige unterliegen bei der Einreise nach Guatemala der Visumspflicht.
Guatemala ist ein Ziel illegaler Migration von Haitianern, die versuchen, über Mittelamerika in die Vereinigten Staaten und nach Kanada zu gelangen.
Guatemala beteiligte sich an der im Juni 2004 eingerichteten und bis 2017 bestehenden Stabilisierungsmission der Vereinten Nationen in Haiti (MINUSTAH) mit Angehörigen der Streitkräfte (Blauhelmsoldaten).
Anfang 2025 beteiligte sich Guatemala durch Entsendung von 150 bewaffneten Polizisten an der von den Vereinten Nationen unterstützten Mission Multinationale d’Appui à la Sécurité en Haïti, die der Bewältigung der Krise in Haiti gewidmet ist.